# جوي باتشيلور
جوي إثيل باتشيلور (12 مايو 1914 - 14 مايو 1991)، كانت رسامة رسوم متحركة ومخرجة وكاتبة سيناريو ومنتجة إنجليزية. تزوجت من جون هالاس في عام 1940  ثم أسست بعد ذلك شركة هالاس وباتشيلور للرسوم المتحركة، والتي كان أشهر إنتاجها هو فيلم الرسوم المتحركة مزرعة الحيوانات (1954)، والذي جعلها أول امرأة تخرج فيلم رسوم متحركة منذ لوتي راينيجر. لقد أنتج الاثنان معًا ما يزيد عن 2000 فيلم قصير،  وأنتجا ما يقرب من 70 قطعة دعائية خلال الحرب العالمية الثانية للحكومة البريطانية.   ساهمت في كتابة وتأليف وتحريك وإنتاج وإخراج العديد من إنتاجاتهم. 

## روابط خارجية
- Joy Batchelor في قاعدة بيانات الأفلام على الإنترنت
- Ode To Joy on YouTube – a short introduction to Batchelor's work, made to mark the centenary of her birth.